# Natingui
Natingui é um distrito do município brasileiro de Ortigueira, no Paraná.
Distrito criado pela Lei nº 2713 de 20 de março de 1930 no município de Tibagi. com a denominação de Bela Vista. Pelo decreto-lei estadual n.º 199, de 30-12-1943, o distrito de Queimadas passou a denominar-se Ortigueira. Sob o mesmo decreto o distrito de Bela Vista passou a denominar-se Natingui.
De acordo com o Instituto Brasileiro de Geografia e Estatística (IBGE), sua população no ano de 2010 era de 5 343 habitantes.